# 큰가물치
큰가물치(학명: Channa micropeltes)는 가물치과의 가장 큰 종 중 하나로, 길이는 1.5 m, 무게는 20 kg까지 자라는 대형종이다.
큰가물치의 치어는 빨간색이며, 약 두 달 후에 주황색과 검은색의 옆 줄무늬가 나타난다. 성어는 성숙함에 따라 줄무늬와 빨간색을 잃고 대신 상체에 청흑백의 패턴이 생긴다. 수족관 물고기 거래에서 팔리는 어린 것들은 흔히 붉은 가물치, 즉 레드 스네이크헤드라고 불린다. 
땅 위로 기어 올라가 공기를 들이마실 수 있지만, 진흙탕이나 늪 같이 습기가 있는 곳에서만 할 수 있기 때문에 "진흙탕물고기"라는 별명이 붙었다.
아가미 바로 뒤에 위치한 원시 폐를 이용해 공기를 마실 수 있어 지표면으로 올라와 공기를 들이마시기 때문에 산소 농도가 낮은 고인 물에서도 생존할 수 있다. 또한 가물치는 육지에서는 사냥을 할 순 없지만 육지에서는 짧은 거리를 이동할 수 있다.